# Nauru Bwiema
Nauru Bwiema (en español: Nauru, nuestro hogar) es el himno nacional de Nauru. La letra es de Margaret Hendrie; la música es de Laurence Henry Hicks. Nauru adoptó el himno en 1968.

## Letra ennauruano
'Nauru bwiema, ngabena ma auwe.
Ma dedaro bwe dogum, mo otata bet egom.
Atsin ngago bwien okor, ama bagadugu
Epoa ngabuna ri nan orre bet imur.
Ama memag ma nan epodan eredu won engiden,
Miyan aema ngeiyin ouge:'
Nauru eko dogin!

## Letra en español
Nauru, nuestra tierra, la tierra que amamos entrañablemente,
Todos rogamos por ti y también a tu nombre.
Desde hace tiempo has sido el hogar de nuestros grandes antepasados
Y lo serás para las generaciones venideras.
A todos nos unimos en conjunto para cumplir con tu bandera,
Y nos alegraremos juntos de decir:
¡Nauru para siempre!

## Acoplamiento externo
- Versión MIDI del himno
- Hoja de la música

- Datos: Q209951
- Multimedia: National anthem of Nauru / Q209951